# Hendrik Müller (Ethiker)

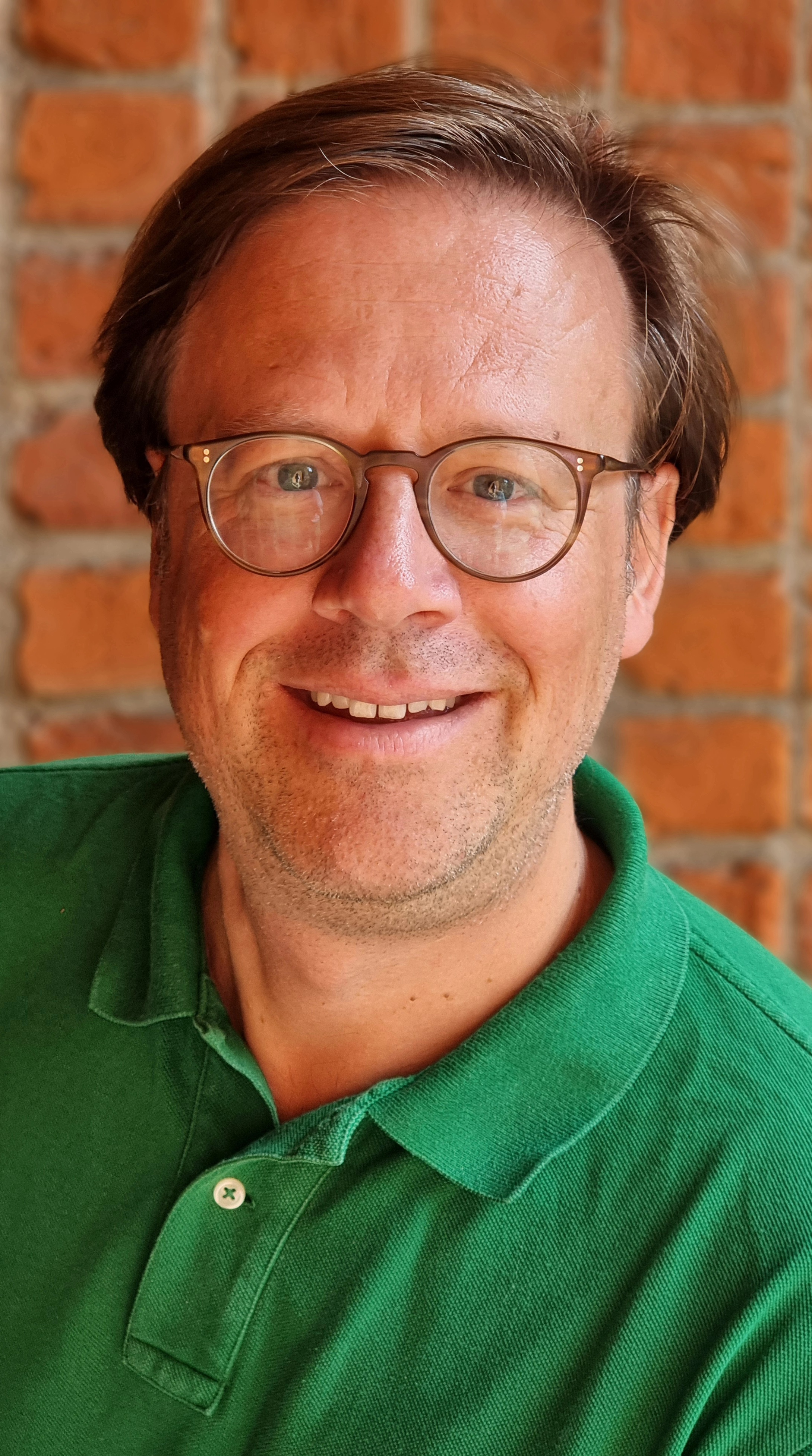
Hendrik Müller (2024)

Hendrik Müller (* 1970, auch Hendrik Müller-Reineke) ist Professor an der Hochschule Fresenius in Hamburg. Er ist Klassischer Philologe, Historiker und Hochschullehrer für Wirtschaftsethik und Unternehmenskommunikation. Sein Arbeits- und Publikationsschwerpunkt liegt in der Angewandten Ethik.

## Werdegang
Müller studierte nach dem Abitur am Kaiser-Wilhelm- und Ratsgymnasium Hannover von 1990 bis 1998 an der Georg-August-Universität Göttingen sowie der Friedrich-Schiller-Universität Jena Klassische Philologie, Mittlere und Neuere Geschichte. Das Studium schloss er mit einer Promotion zu Ovids Metamorphosen ab. Am Lady Margaret Hall College der Universität Oxford studierte er 1993/94 Classics und absolvierte von 1998 bis 2000 eine postdoktorale Forschungsstation am Oxforder Corpus Christi College. Am St. John’s College der Universität lehrte er in den Jahren 2004 und 2005 Classics.
Nach dem Studium arbeitete er als Vorstandsassistent und Projektleiter der Bertelsmann Stiftung, als Projektbetreuer beim FWF Wissenschaftsfonds in Wien und als Netzwerk-Koordinator Bildung beim Verlag wissenmedia in Gütersloh, der zuletzt u. a. die Brockhaus Enzyklopädie herausgegeben hat.
Seit 2014 ist er Lehrbeauftragter und später Hochschuldozent an der Hochschule Fresenius in Hamburg. Er leitet als Studiendekan verschiedene Studiengänge in der Präsenz und Fernlehre und ist außerdem Prodekan für den Fachbereich Wirtschaft und Medien und Akademischer Standortleiter des Online-Campus.
Müller beschäftigt sich als Ethiker insbesondere mit Fragen der Nachhaltigkeit sowie unternehmerischer Verantwortung. Er befasste sich zudem mit der Corona-Pandemie unter ethischen Gesichtspunkten und referierte dazu auf internationalen Konferenzen.

## Ausgewählte Veröffentlichungen

### Ethik
- Nachhaltige Künstliche Intelligenz. Eine Zukunftsvision und ihre Hintergründe (SDG – Forschung, Konzepte, Lösungsansätze zur Nachhaltigkeit). Gemeinsam mit D. Sonnet, A. Moring und J. Bethge. Wiesbaden: Springer Fachmedien 2025. Online
- The Impact of the Covid Pandemic on Consumer Ethics and Corporate Responsibility. In: Shalva Machavariani (Hrsg.) (2023): Digital Management in Covid-19 Pandemic and Post-Pandemic Times. Proceedings of the International Scientific-Practical Conference (ISPC 2021), Springer Proceedings in Business and Economics, Cham: Springer International, S. 13–18.
- Nachhaltigkeit. Neue Perspektiven auf ein strapaziertes Paradigma (Schriftenreihe Theorie-Praxis-Dialog des Fachbereichs onlineplus Bd. 03), München (2022): kopaed.
- Der Mythos des nachhaltigen Konsums. Zu den Perspektiven einer sozial-ökologischen Transformation, in: C. Schmiderer, P. J. Weber, H, Müller (Hrsg.) (2022): Nachhaltigkeit. Neue Perspektiven auf ein strapaziertes Paradigma (Schriftenreihe Theorie-Praxis-Dialog des Fachbereichs onlineplus Bd. 03), München: kopaed, S. 33–52
- Digitalisieren mit Verantwortung, in; Innovative Verwaltung 3, 2020, S. 30–32 (Gemeinsam mit Christoph Meineke)
- German CSR Highlights, in: The Copenhagen Center (Hrsg.),`It simply works better’ Campaign report on European CSR Excellence 2002–2003, (2003), S. 61.
- Deus ex machina. Überlegungen zu einer Ethik der Künstlichen Intelligenz. In: C. Schmiderer, P. Weber (Hrsg.): „Lost in …“ Digitalisierung (Schriftenreihe Theorie-Praxis-Dialog des Fachbereichs onlineplus Band 01), München: kopaed 2020, S. 27–44.

### Klassische Philologie
- Claudius Aelianus. Quotation Practices and Literary Skills of an Imperial Collector of Knowledge (Hamburger Studien zu Gesellschaften und Kulturen der Vormoderne Bd. 32), hrsg. mit Alexandra Trachsel, Stuttgart: Franz Steiner Verlag. ISBN 978-3-515-13799-7
- Secundum Naturam Vivere: Stoic Thoughts of Greco-Roman Antiquity on Nature and Their Relation to the Concepts of Sustainability, Frugality, and Environmental Protection in the Anthropocene, in: Philosophy of Management 22 (2023), S. 619–628.
- Facts or Fiction? The Fruitful Relationship between Ancient Novel and Literary Miscellany, in: M. P. Futre Pinheiro, G. Schmeling, E. P. Cueva (Hrsg.): The Ancient Novel and the Frontiers of Genre (ANS 18), Eelde (2014), S. 69–81.
- Oriental animals as moral examples in Aelian’s De natura animalium, in: Graeco-Latina Brunensia 15, S. 117–126 (2010).
- Rarae fidei atque singularis pudicitae femina – the figure of Plotina in Apuleius´ Metamorphoses 7.6 –7.7, in: Mnemosyne 61 (2008), S. 619–633.
- A Greek Miscellanist as a Thessalian witch – Pamphile in Apuleius’ Met. 2–3, in: CQ 56 (2006), S. 648–652.

### Geschichte
- Fortschritt – ein kulturhistorischer Rückblick bis in die griechisch-römische Antike. In: C. Schmiderer, P. J. Weber, H. Müller (Hrsg.) (2023): Zukunftsversprechen in der Krise. Der Fortschrittsgedanke im Wandel (Schriftenreihe Theorie-Praxis-Dialog des Fachbereichs onlineplus Bd. 04), München: kopaed, S. 39–58.
- Wissensordnung und -speicherung in historischen Wissensgesellschaften: Buntschriftstellerei und Enzyklopädien in der Antike und der Frühen Neuzeit, in: C. Schmiderer, P. J. Weber, H. Müller (Hrsg.) (2024): Die Wissensgesellschaft – ein Mythos? (Schriftenreihe Theorie-Praxis-Dialog des Fachbereichs onlineplus Bd. 05), München: kopaed, S. 51–66.